# Seetaler Alpen
Seetaler Alpen är en bergskedja i Österrike.   Den ligger i förbundslandet Steiermark, i den centrala delen av landet, 190 km sydväst om huvudstaden Wien.
Seetaler Alpen sträcker sig 23,6 km i sydostlig-nordvästlig riktning. Den högsta toppen är Zirbitzkogel, 2 396 meter över havet.
Topografiskt ingår följande toppar i Seetaler Alpen:
- Fuchskogel
- Kreiskogel
- Pressner Alpe
- Wenzelalpe
- Zirbitzkogel
- Zöhrerkogel

I omgivningarna runt Seetaler Alpen växer i huvudsak blandskog. Runt Seetaler Alpen är det ganska glesbefolkat, med 42 invånare per kvadratkilometer.